# Korpus Powietrzno-Zmechanizowany
Korpus Powietrzno-Zmechanizowany (KPZ) – związek operacyjny Wojska Polskiego.
Korpus Powietrzno-Zmechanizowany sformowano w styczniu 1999 na bazie Krakowskiego Okręgu Wojskowego, który zlikwidowano  oraz wydzielonych jednostek Śląskiego Okręgu Wojskowego. Stanowił on oryginalne, jak na polskie warunki, połączenie jednostek wojsk pancernych i zmechanizowanych z jednostkami aeromobilnymi i wsparcia w postaci brygad: pancernych, zmechanizowanych, kawalerii powietrznej, desantowo-szturmowej i artylerii. Utworzenie korpusu było zapowiedzią szerokiej modernizacji wojsk lądowych i przystosowania ich do działań w warunkach współczesnej wojny powietrzno-lądowej.
Korpus przeznaczony był do prowadzenia operacji na obszarze NATO samodzielnie i we współdziałaniu z wojskami sojuszniczymi. Ambitne plany okazały się jednak zbyt kosztowne i po dwóch latach zrezygnowano z jego utrzymywania wracając do starych, ale sprawdzonych rozwiązań organizacyjnych.
Korpus Powietrzno-Zmechanizowany rozformowano w 2001. Na bazie dowództwa korpusu powstało dowództwo 2 Korpusu Zmechanizowanego, któremu podporządkowano dwie dywizje i jednostki wsparcia.

## Struktura organizacyjna (2000)
- Dowództwo Korpusu Powietrzno-Zmechanizowanego (Kraków)
  - 3 Brygada Zmechanizowana (Lublin)
  - 5 Brygada Pancerna „Skorpion” (Opole)
  - 14 Brygada Pancerna (Przemyśl)
  - 21 Brygada Strzelców Podhalańskich (Rzeszów)
  - 6 Brygada Desantowo-Szturmowa (Kraków)
  - 25 Brygada Kawalerii Powietrznej (Tomaszów Maz.)
  - 5 Brygada Artylerii (Głogów)
  - 18 Pułk Przeciwlotniczy (Jelenia Góra)
  - jednostki zabezpieczenia

Korpus liczył 21,5 tys. żołnierzy

## Obsada personalna Dowództwa
Dowódcy:
- gen. dyw. Zygmunt Sadowski (XII 1998 – 2001)
- gen. dyw. Mieczysław Stachowiak (2001)

Zastępcy dowódcy:
- gen. bryg. Bolesław Baranowski (od XII 1998)

Szefowie sztabu:
- gen. bryg. Piotr Makarewicz (od XII 1998 – IV 2000)

Zastępcy szefa sztabu
- gen. bryg. Brunon Herrmann (od XII 1998)

Szefowie szkolenia
- gen. bryg. Fryderyk Czekaj (od XII 1998)